# Carpio de Azaba
Carpio de Azaba és un municipi de la província de Salamanca a la comunitat autònoma de Castella i Lleó. Limita al Nord amb Saelices el Chico, a l'Est amb Ciudad Rodrigo, al Sud amb El Bodón i Campillo de Azaba i a l'Oest amb Espeja i Gallegos de Argañán.

## Demografia
| 1991 | 1996 | 2001 | 2004 | 2006 |
| ---- | ---- | ---- | ---- | ---- |
| 119  | 115  | 110  | 100  | 108  |